# Дэвис, Дебби
Дебби Дэвис (англ. Debbie Davies; род. 22 августа 1952, Лос-Анджелес, Калифорния, США) — американская блюзовая гитаристка и певица, автор песен. Лауреат Blues Music Awards в номинациях «Исполнительница современного блюза» (1997), «Исполнительница традиционного блюза» (2010); номинант Blues Music Awards в номинации «Исполнительница современного блюза» (1995, 1996, 1998, 2000—2002, 2006, 2008) .

## Биография
Родилась в 1952 году в Лос-Анджелесе в семье профессиональных музыкантов. Её отец в частности писал аранжировки для Рэя Чарльза и записывал сессии с такими звёздами, как Фрэнк Синатра и Перл Бейли . При этом родители хоть и были музыкантами, но они не любили рок-н-ролл: мать была классическим музыкантом, а отец больше увлекался джазом . В детстве обучалась игре на фортепиано, но в 12 лет поменяла фортепиано на гитару под впечатлением от The Beatles в шоу Эда Салливана. Услышав музыку групп британского вторжения, в частности Эрика Клэптона с группой Bluesbreakers Джона Мейолла переключилась с акустической на электрогитару. С 1974 года играла в локальных блюзовых и рок-н-ролльных группах в районе залива Сан-Франциско. В 1984 году вернулась в Лос-Анджелес, где получила место соло-гитаристки в Maggie Mayall and the Cadillacs, женской группе под руководством жены Джона Мейолла. В 1988 году её пригласил Альберт Коллинз в свою группу Icebreakers, и она работала с ним в течение трёх лет. В 1990 году она выступила гостем в альбоме Джона Мейолла A Sense of Place, а в 1991 году она записала с Альбертом Коллинзом и Icebreakers одноимённый альбом для Point Blank/Virgin Records, номинированный на премию Грэмми.
Летом 1991 года Дебби Дэвис стала соло-гитаристкой ещё одной женской группы Fingers Taylor and the Ladyfingers Revue (в составе в частности были помимо Дэвис Джанива Магнесс и Нэнси Райт). В сентябре 1993 года она выпустила свой дебютный сольный релиз Picture This на лейбле Blind Pig Records. С 1993 года Дебби Дэвис выпустила 13 сольных записей и два совместных альбома, один с гитаристами Табом Бенуа и Кенни Нилом, а другой с гитаристами Энсоном Фандербергом и Отисом Грандом. Гостями в её альбомах были многие музыканты, в их числе: Альберт Коллинз, Джон Мейолл, Айк Тернер, Джеймс Коттон, Мик Тейлор, Питер Грин, Коко Монтойя, Дюк Робиллард, Джей Гейлс, Томми Шеннон, Крис «Виппер» Лейтон, Шуга Рэй Норча, Мадкэт Уорд, Чарли Масселуайт, Брюс Кац и Ноэль Нил; у многих их них она в свою очередь выступила гостем . 
В 1997 году была признана лучшей исполнительницей современного блюза по версии Blues Music Awards, а в 2010 году — лучшей исполнительницей традиционного блюза. 

С 2009 года работала в сотрудничестве с блюзовым певцом и харпером Робином Роджерсом, гастролировала с ним по стране с выступлениями на многих фестивалях вплоть до смерти Роджерса в 2010 году. В 2010 году Дэвис присоединилась к круизному ревю Томми Кастро Rhytm and Blues Cruise Revue, выступая как на суше, так и на море с приглашенным Джо Луисом Уокером. 
С 1990-х играет только на немного модифицированном Fender Stratocaster .
Живёт в Калифорнии. Окончила колледж Беркли.
«У Дебби уникальный стиль, который стирает пробелы между эмоциональной силой старой школы, как у Коллинза, Альберта Кинга или Бадди Гая, и более современным многогранным подходом, который создали она и её современники, такие как Ронни Эрл, Кенни Нил или Дюк Робиллард» .
«Дэвис солирует с четкой и отчетливой атакой, и играет в составе хорошо сбалансированной группы, которую она, кажется, ведёт без усилий. Ее написание песен…сохраняет традицию блюза живой, вместе с тем звуча актуально и современно» 

## Дискография
- 1993 — Picture This
- 1994 — Loose Tonight
- 1997 — I Got That Feeling
- 1998 — Round Every Corner
- 1998 — Grand Union
- 1999 — Homesick for the Road
- 1999 — Tales from the Austin Motel
- 2001 — Love The Game
- 2003 — Key To Love
- 2005 — All I Found
- 2007 — Blues Blast
- 2009 — Holdin' Court
- 2012 — After The Fall
- 2015 — Love Spin